# گالیلیا (برزیل)
گالیلیا (به پرتغالی: Galileia) یک منطقهٔ مسکونی در برزیل است که در میناز ژرایس واقع شده‌است. گالیلیا ۶٬۷۹۰ نفر جمعیت دارد.